# WWE Mixed Match Challenge
WWE Mixed Match Challenge, también conocido como Mixed Match Challenge, es una serie de televisión por internet de lucha libre profesional, producida por WWE, donde todas las luchas son por equipos mixtos. Los equipos, integrados por luchadores y luchadoras, competirán por la oportunidad de donar 100.000 dólares a organizaciones benéficas.
La serie de 12 episodios se estrenó el 16 de enero de 2018 y se emite en Facebook Watch. Cada episodio es de 25 minutos. El programa se emite a partir de las 10:00 p. m., horario que anteriormente ocupaba 205 Live. Tras el estreno de la serie, 205 Live comenzó a emitirse a las 10:20p.m.
Durante el segundo episodio de la primera temporada, Kurt Angle y Daniel Bryan anunciaron que la primera semana del Mixed Match Challenge recibió 35 millones de dólares en total.
El 4 de septiembre de 2018, WWE anunció la temporada 2 del Mixed Match Challenge. La nueva temporada comenzará con un pre-show especial del WWE Mixed Match Challenge que comenzará a las 9:50p.m. La segunda temporada se estrenará el 18 de septiembre de 2018 y consistirá en catorce episodios de 30 minutos. Cada episodio de 30 minutos incluirá dos luchas.

## Temporada 1
- Los participantes de la serie son luchadores(as) de las marcas, Raw y SmackDown Live, elegidos por sus gerentes generales, Kurt Angle y Daniel Bryan.[9]
- Además, a votación del público se eligió a los dos últimos participantes de torneo, tanto para Raw como SmackDown.
- El último participante de Raw fue determinado por una votación del público entre Samoa Joe, Jason Jordan y Elias, siendo ganador Samoa Joe. Sin embargo, una lesión en uno de sus pies lo dejó fuera, siendo reemplazado por Elias, quien había conseguido el segundo lugar, con lo que formará equipo con Bayley. Mientras que, el ganador de SmackDown para formar equipo con Carmella se decidió entre los tres miembros de The New Day (Big E, Kofi Kingston o Xavier Woods), siendo Big E el escogido.
- Dentro de los participantes, se presentaron algunos que se encontraban en calidad de algún título que ostentaban. Tales son los casos de Bobby Roode como Campeón de los Estados Unidos, Alexa Bliss como Campeona Femenina de Raw, Jimmy Uso como Campeón en Parejas de SmackDown y Charlotte Flair como Campeona Femenina de SmackDown.
- Originalmente Enzo Amore y Alicia Fox iban a ser parte del torneo como parejas de Nia Jax y Goldust respectivamente, pero quedaron fuera por problemas de salud, siendo reemplazados por Apollo Crews y Mandy Rose.

### Parejas
– Raw
     – SmackDown Live
| Marca          | Pareja                        | Caridades                     |
| -------------- | ----------------------------- | ----------------------------- |
| Raw            | Alexa Bliss & Braun Strowman  | Connor's Cure                 |
| Raw            | Sasha Banks & Finn Bálor      | Special Olympics              |
| Raw            | Nia Jax & Apollo Crews        | Susan G. Komen                |
| Raw            | Asuka & The Miz               | Rescue Dogs Rock              |
| Raw            | Mandy Rose & Goldust          | Hire Heroes USA               |
| Raw            | Bayley & Elias                | Americares                    |
| SmackDown Live | Charlotte Flair & Bobby Roode | Girl Up                       |
| SmackDown Live | Naomi & Jimmy Uso             | Boys & Girls Clubs of America |
| SmackDown Live | Lana & Rusev                  | Global Citizen                |
| SmackDown Live | Natalya & Shinsuke Nakamura   | Make-A-Wish                   |
| SmackDown Live | Becky Lynch & Sami Zayn       | UNICEF                        |
| SmackDown Live | Carmella & Big E              | KaBOOM!                       |

### Resultados
El torneo completo fue revelado el 11 de enero de 2018 en WWE.com. En las semifinales, los fanes podrán votar por un equipo eliminado para dar una segunda oportunidad de reingresar al torneo.
|  | Primera Ronda (Semanas 1-6) | Primera Ronda (Semanas 1-6)                    | Primera Ronda (Semanas 1-6) |                                                |                | Cuartos de final (Semanas 7-9)                 | Cuartos de final (Semanas 7-9) | Cuartos de final (Semanas 7-9) |  |                | Semifinales (Semanas 10-11) | Semifinales (Semanas 10-11) | Semifinales (Semanas 10-11) |  |     | Final (Semana 12)         | Final (Semana 12) | Final (Semana 12) |  |
|  |                             |                                                |                             |                                                |                |                                                |                                |                                |  |                |                             |                             |                             |  |     |                           |                   |                   |  |
|  |                             |                                                |                             |                                                |                |                                                |                                |                                |  |                |                             |                             |                             |  |     |                           |                   |                   |  |
|  | Raw                         | Finn Bálor & Sasha Banks (Boss Club)           | Sub                         |                                                |                |                                                |                                |                                |  |                |                             |                             |                             |  |     |                           |                   |                   |  |
|  | Raw                         | Finn Bálor & Sasha Banks (Boss Club)           | Sub                         |                                                |                |                                                |                                |                                |  |                |                             |                             |                             |  |     |                           |                   |                   |  |
|  | SmackDown Live              | Shinsuke Nakamura & Natalya                    | 12:48                       |                                                |                |                                                |                                |                                |  |                |                             |                             |                             |  |     |                           |                   |                   |  |
|  | SmackDown Live              | Shinsuke Nakamura & Natalya                    | 12:48                       |                                                | Raw            | Finn Bálor & Sasha Banks (Boss Club)           | 21:25                          |                                |  |                |                             |                             |                             |  |     |                           |                   |                   |  |
|  |                             |                                                |                             |                                                | Raw            | Finn Bálor & Sasha Banks (Boss Club)           | 21:25                          |                                |  |                |                             |                             |                             |  |     |                           |                   |                   |  |
|  |                             |                                                | Raw                         | The Miz & Asuka (Awe-Ska)                      | Pin            |                                                |                                |                                |  |                |                             |                             |                             |  |     |                           |                   |                   |  |
|  | Raw                         | The Miz & Asuka (Awe-Ska)                      | Raw                         | The Miz & Asuka (Awe-Ska)                      | Pin            | Sub                                            |                                |                                |  |                |                             |                             |                             |  |     |                           |                   |                   |  |
|  | Raw                         | The Miz & Asuka (Awe-Ska)                      |                             |                                                |                |                                                |                                |                                |  |                |                             |                             |                             |  |     |                           |                   |                   |  |
|  | SmackDown Live              | Big E and Carmella                             | 9:49                        |                                                |                |                                                |                                |                                |  |                |                             |                             |                             |  |     |                           |                   |                   |  |
|  | SmackDown Live              | Big E and Carmella                             | 9:49                        |                                                |                |                                                |                                |                                |  | Raw            | The Miz & Asuka (Awe-Ska)   | Sub                         |                             |  |     |                           |                   |                   |  |
|  |                             |                                                |                             |                                                |                |                                                |                                |                                |  | Raw            | The Miz & Asuka (Awe-Ska)   | Sub                         |                             |  |     |                           |                   |                   |  |
|  |                             |                                                | Raw                         | Braun Strowman & Alexa Bliss (Team Little Big) | 11:20          |                                                |                                |                                |  |                |                             |                             |                             |  |     |                           |                   |                   |  |
|  | Raw                         | Braun Strowman & Alexa Bliss (Team Little Big) | Raw                         | Braun Strowman & Alexa Bliss (Team Little Big) | 11:20          | Pin                                            |                                |                                |  |                |                             |                             |                             |  |     |                           |                   |                   |  |
|  | Raw                         | Braun Strowman & Alexa Bliss (Team Little Big) |                             |                                                |                |                                                |                                |                                |  |                |                             |                             |                             |  |     |                           |                   |                   |  |
|  | SmackDown Live              | Sami Zayn & Becky Lynch                        | 11:15                       |                                                |                |                                                |                                |                                |  |                |                             |                             |                             |  |     |                           |                   |                   |  |
|  | SmackDown Live              | Sami Zayn & Becky Lynch                        | 11:15                       |                                                | Raw            | Braun Strowman & Alexa Bliss (Team Little Big) | Pin                            |                                |  |                |                             |                             |                             |  |     |                           |                   |                   |  |
|  |                             |                                                |                             |                                                | Raw            | Braun Strowman & Alexa Bliss (Team Little Big) | Pin                            |                                |  |                |                             |                             |                             |  |     |                           |                   |                   |  |
|  |                             |                                                | SmackDown Live              | Jimmy Uso & Naomi                              | 16:58          |                                                |                                |                                |  |                |                             |                             |                             |  |     |                           |                   |                   |  |
|  | Raw                         | Goldust & Mandy Rose (Golden Rose)             | SmackDown Live              | Jimmy Uso & Naomi                              | 16:58          | 10:14                                          |                                |                                |  |                |                             |                             |                             |  |     |                           |                   |                   |  |
|  | Raw                         | Goldust & Mandy Rose (Golden Rose)             |                             |                                                |                |                                                |                                |                                |  |                |                             |                             |                             |  |     |                           |                   |                   |  |
|  | SmackDown Live              | Jimmy Uso & Naomi                              | Pin                         |                                                |                |                                                |                                |                                |  |                |                             |                             |                             |  |     |                           |                   |                   |  |
|  | SmackDown Live              | Jimmy Uso & Naomi                              | Pin                         |                                                |                |                                                |                                |                                |  |                |                             |                             |                             |  | Raw | The Miz & Asuka (Awe-Ska) | Pin               |                   |  |
|  |                             |                                                |                             |                                                |                |                                                |                                |                                |  |                |                             |                             |                             |  | Raw | The Miz & Asuka (Awe-Ska) | Pin               |                   |  |
|  |                             |                                                | SmackDown Live              | Bobby Roode & Charlotte Flair                  | 20:00          |                                                |                                |                                |  |                |                             |                             |                             |  |     |                           |                   |                   |  |
|  | Raw                         | Elias & Bayley                                 | SmackDown Live              | Bobby Roode & Charlotte Flair                  | 20:00          | 9:35                                           |                                |                                |  |                |                             |                             |                             |  |     |                           |                   |                   |  |
|  | Raw                         | Elias & Bayley                                 |                             |                                                |                |                                                |                                |                                |  |                |                             |                             |                             |  |     |                           |                   |                   |  |
|  | SmackDown Live              | Rusev & Lana                                   | Pin                         |                                                |                |                                                |                                |                                |  |                |                             |                             |                             |  |     |                           |                   |                   |  |
|  | SmackDown Live              | Rusev & Lana                                   | Pin                         |                                                | SmackDown Live | Rusev & Lana                                   | 17:09                          |                                |  |                |                             |                             |                             |  |     |                           |                   |                   |  |
|  |                             |                                                |                             |                                                | SmackDown Live | Rusev & Lana                                   | 17:09                          |                                |  |                |                             |                             |                             |  |     |                           |                   |                   |  |
|  |                             |                                                | SmackDown Live              | Bobby Roode & Charlotte Flair                  | Pin            |                                                |                                |                                |  |                |                             |                             |                             |  |     |                           |                   |                   |  |
|  | Raw                         | Apollo & Nia Jax                               | SmackDown Live              | Bobby Roode & Charlotte Flair                  | Pin            | 10:39                                          |                                |                                |  |                |                             |                             |                             |  |     |                           |                   |                   |  |
|  | Raw                         | Apollo & Nia Jax                               |                             |                                                |                |                                                |                                |                                |  |                |                             |                             |                             |  |     |                           |                   |                   |  |
|  | SmackDown Live              | Bobby Roode & Charlotte Flair                  | Pin                         |                                                |                |                                                |                                |                                |  |                |                             |                             |                             |  |     |                           |                   |                   |  |
|  | SmackDown Live              | Bobby Roode & Charlotte Flair                  | Pin                         |                                                |                |                                                |                                |                                |  | SmackDown Live | Bobby Roode & Becky Lynch   | Pin                         |                             |  |     |                           |                   |                   |  |
|  |                             |                                                |                             |                                                |                |                                                |                                |                                |  | SmackDown Live | Bobby Roode & Becky Lynch   | Pin                         |                             |  |     |                           |                   |                   |  |
|  |                             |                                                | Raw                         | Finn Bálor & Sasha Banks (Boss Club)           |                |                                                |                                |                                |  |                |                             |                             |                             |  |     |                           |                   |                   |  |
|  |                             |                                                | Raw                         | Finn Bálor & Sasha Banks (Boss Club)           |                |                                                |                                |                                |  |                |                             |                             |                             |  |     |                           |                   |                   |  |
|  |                             |                                                |                             |                                                |                |                                                |                                |                                |  |                |                             |                             |                             |  |     |                           |                   |                   |  |
|  |                             |                                                |                             |                                                |                |                                                |                                |                                |  |                |                             |                             |                             |  |     |                           |                   |                   |  |
|  |                             |                                                |                             |                                                |                |                                                |                                |                                |  |                |                             |                             |                             |  |     |                           |                   |                   |  |
|  |                             |                                                |                             |                                                |                |                                                |                                |                                |  |                |                             |                             |                             |  |     |                           |                   |                   |  |
|  |                             |                                                |                             |                                                |                |                                                |                                |                                |  |                |                             |                             |                             |  |     |                           |                   |                   |  |
|  |                             |                                                |                             |                                                |                |                                                |                                |                                |  |                |                             |                             |                             |  |     |                           |                   |                   |  |
|  |                             |                                                |                             |                                                |                |                                                |                                |                                |  |                |                             |                             |                             |  |     |                           |                   |                   |  |
|  |                             |                                                |                             |                                                |                |                                                |                                |                                |  |                |                             |                             |                             |  |     |                           |                   |                   |  |
|  |                             |                                                |                             |                                                |                |                                                |                                |                                |  |                |                             |                             |                             |  |     |                           |                   |                   |  |
|  |                             |                                                |                             |                                                |                |                                                |                                |                                |  |                |                             |                             |                             |  |     |                           |                   |                   |  |

1. ↑  Lynch luchó en sustitución de Flair debido a una leve operación dental.
2. ↑  Votados por los fanes para una segunda oportunidad.

### Equipo de Transmisión
| Nombre        | Notas                      |
| ------------- | -------------------------- |
| Renee Young   | Entrevistadora             |
| Byron Saxton  | Entrevistador              |
| Greg Hamilton | Anunciador del Ring        |
| Michael Cole  | Comentarista               |
| Corey Graves  | Comentarista               |
| Beth Phoenix  | Comentarista Hall of Famer |

## Temporada 2
- La segunda temporada se estrenará el 18 de septiembre de 2018 en Facebook Watch, como se anunció el 4 de septiembre. En la segunda temporada, los equipos no competirán por caridad. También competirán al estilo round robin en catorce episodios de 30 minutos, dos luchas por episodios.[8]
- En esta temporada, todas las parejas tienen un nombre como equipo y en lugar de luchar por una asociación benéfica, estos luchan con el fin de conseguir ser los #30 de sus respectivos Royal Rumble para dicho PPV en 2019.
- Al igual que la anterior temporada, participan luchadores en calidad de algún título que ostentan, tal es el caso de AJ Styles como Campeón de la WWE y de Charlotte Flair como Campeona Femenina de SmackDown.
- Originalmente Sasha Banks y Alexa Bliss participarían como parejas de Bobby Lashley y Braun Strowman, sin embargo fueron reemplazadas por lesiones. Durante el torneo varias estrellas fueron sustituidas por lesiones o ángulos de storyline.

### Parejas
– Raw
     – SmackDown Live
| Marca          | Nombre de la dupla               | Integrantes                              |
| -------------- | -------------------------------- | ---------------------------------------- |
| Raw            | Monster Eclipse                  | Ember Moon & Curt Hawkins/Braun Strowman |
| Raw            | Country Dominance                | Mickie James & Bobby Lashley             |
| Raw            | B'N'B                            | Bayley & Finn Bálor                      |
| Raw            | Team Pawz                        | Natalya & Bobby Roode/Kevin Owens        |
| Raw            | Mahalicia                        | Alicia Fox & Jinder Mahal                |
| SmackDown Live | Extreme Flair / Phenomenal Flair | Charlotte Flair & Jeff Hardy/AJ Styles   |
| SmackDown Live | Awe-ska                          | Asuka & The Miz                          |
| SmackDown Live | Day One Glow                     | Naomi & Jimmy Uso                        |
| SmackDown Live | Ravishing Rusev Day              | Lana & Rusev                             |
| SmackDown Live | The Fabulous Truth               | Carmella & R-Truth                       |

- Styles fue reemplazado por Jeff Hardy durante una lucha debido a una lucha pactada en ese mismo día en SmackDown.
- El 19 de noviembre en Raw, Braun Strowman sufrió una lesión a manos de Baron Corbin, por lo que el compañero de Moon será asignado posteriormente.

### Resultados
| N.º | Equipos de Raw                                    | LG | LP | LT |
| --- | ------------------------------------------------- | -- | -- | -- |
| 1   | The Monster Eclipse (Ember Moon & Braun Strowman) | 4  | 0  | 4  |
| 2   | Country Dominance (Mickie James & Bobby Lashley)  | 3  | 1  | 4  |
| 3   | B'N'B (Bayley & Finn Bálor)                       | 2  | 2  | 4  |
| 4   | Mahalicia (Alicia Fox & Jinder Mahal)             | 1  | 3  | 4  |
| 5   | Team Pawz (Natalya & Bobby Roode)                 | 0  | 4  | 4  |

| N.º | Equipos de SmackDown Live                      | LG | LP | LT |
| --- | ---------------------------------------------- | -- | -- | -- |
| 1   | Phenomenal Flair (Charlotte Flair & AJ Styles) | 4  | 0  | 4  |
| 2   | Awe-ska (Asuka & The Miz)                      | 3  | 1  | 4  |
| 3   | Day One Glow (Naomi & Jimmy Uso)               | 2  | 2  | 4  |
| 5   | The Fabulous Truth (Carmella & R-Truth)        | 1  | 3  | 4  |
| 4   | Ravishing Rusev Day (Lana & Rusev)             | 0  | 4  | 4  |

### Equipo de Transmisión
| Nombre       | Notas        |
| ------------ | ------------ |
| Renee Young  | Comentarista |
| Michael Cole | Comentarista |
| Vic Joseph   | Comentarista |

### Resultados El torneo TLC
|  | Cuartos de final                                       | Cuartos de final                                       |                       |                           | Semifinales                           | Semifinales                           |  |  | Final                                         | Final                                         |  |
|  | Mixed Match Challenge 27 de noviembre - 4 de diciembre | Mixed Match Challenge 27 de noviembre - 4 de diciembre |                       |                           | Mixed Match Challenge 11 de diciembre | Mixed Match Challenge 11 de diciembre |  |  | TLC: Tables, Ladders & Chairs 16 de diciembre | TLC: Tables, Ladders & Chairs 16 de diciembre |  |
|  |                                                        |                                                        |                       |                           |                                       |                                       |  |  |                                               |                                               |  |
|  |                                                        |                                                        |                       |                           |                                       |                                       |  |  |                                               |                                               |  |
|  | Curt Hawkins & Ember Moon                              |                                                        |                       |                           |                                       |                                       |  |  |                                               |                                               |  |
|  |                                                        |                                                        |                       |                           |                                       |                                       |  |  |                                               |                                               |  |
|  | Jinder Mahal & Alicia Fox                              | Pin                                                    |                       |                           |                                       |                                       |  |  |                                               |                                               |  |
|  | Jinder Mahal & Alicia Fox                              | Pin                                                    |                       | Jinder Mahal & Alicia Fox | Pin                                   |                                       |  |  |                                               |                                               |  |
|  |                                                        |                                                        |                       | Jinder Mahal & Alicia Fox | Pin                                   |                                       |  |  |                                               |                                               |  |
|  |                                                        |                                                        | Apollo Crews & Bayley |                           |                                       |                                       |  |  |                                               |                                               |  |
|  | Bobby Lashley & Mickie James                           |                                                        |                       |                           |                                       |                                       |  |  |                                               |                                               |  |
|  |                                                        |                                                        |                       |                           |                                       |                                       |  |  |                                               |                                               |  |
|  | Finn Bálor & Bayley                                    | Pin                                                    |                       |                           |                                       |                                       |  |  |                                               |                                               |  |
|  | Finn Bálor & Bayley                                    | Pin                                                    |                       |                           |                                       | Jinder Mahal & Alicia Fox             |  |  |                                               |                                               |  |
|  |                                                        |                                                        |                       |                           |                                       |                                       |  |  |                                               |                                               |  |
|  |                                                        |                                                        | R-Truth & Carmella    | Pin                       |                                       |                                       |  |  |                                               |                                               |  |
|  | Jeff Hardy & Charlotte Flair                           |                                                        | R-Truth & Carmella    | Pin                       |                                       |                                       |  |  |                                               |                                               |  |
|  |                                                        |                                                        |                       |                           |                                       |                                       |  |  |                                               |                                               |  |
|  | R-Truth & Carmella                                     | Pin                                                    |                       |                           |                                       |                                       |  |  |                                               |                                               |  |
|  | R-Truth & Carmella                                     | Pin                                                    |                       | R-Truth & Carmella        | Pin                                   |                                       |  |  |                                               |                                               |  |
|  |                                                        |                                                        |                       | R-Truth & Carmella        | Pin                                   |                                       |  |  |                                               |                                               |  |
|  |                                                        |                                                        | The Miz & Asuka       |                           |                                       |                                       |  |  |                                               |                                               |  |
|  | The Miz & Asuka                                        | Sub                                                    |                       |                           |                                       |                                       |  |  |                                               |                                               |  |
|  | The Miz & Asuka                                        | Sub                                                    |                       |                           |                                       |                                       |  |  |                                               |                                               |  |
|  | Jimmy Uso & Naomi                                      |                                                        |                       |                           |                                       |                                       |  |  |                                               |                                               |  |
|  |                                                        |                                                        |                       |                           |                                       |                                       |  |  |                                               |                                               |  |
|  |                                                        |                                                        |                       |                           |                                       |                                       |  |  |                                               |                                               |  |